# Hipótesis china
En teoría de números, la hipótesis china afirma que si, y solo si, p es primo, entonces {\displaystyle 2^{p}\equiv 2{\pmod {p}}}, pero aunque todos los números primos la cumplen, no se cumple de manera general, o sea, si un número n cumple que {\displaystyle 2^{n}\equiv 2{\pmod {n}}}, no es necesariamente primo, con lo cual la hipótesis china es incorrecta. El menor contraejemplo que cumple la condición es n = 341 = 11×31. Estos números corresponden a una clase especial de pseudoprimos.